# Alfredo Pérez Garza
Alfredo Pérez Garza (Monterrey, Nuevo León, 7 de agosto de 1874 - ibídem, 2 de enero de 1954) fue un político mexicano que participó en la Revolución Mexicana. Fue alcalde de Monterrey y gobernador de Nuevo León por 1 día.

## Biografía
Nació en Monterrey, Nuevo León, el 7 de agosto de 1874, siendo hijo de Jesús S. Pérez y de Concepción Garza. Estudió en el Colegio Seminario y en la Academia de Antonio Garza Cantú. Electo alcalde primero de Monterrey en 1912, fungió hasta el 20 de enero de 1913, fecha en que entregó el cargo a Nicéforo Zambrano. Fue simpatizador del movimiento revolucionario, y cultivó amistad personal con Francisco I. Madero. Fue perseguido y estuvo preso durante el gobierno de Victoriano Huerta. Estuvo refugiado en La Habana y logró pasar a los Estados Unidos y volver a México. Venustiano Carranza le encomendó la organización de las aduanas fronterizas de Tamaulipas. Residió temporalmente en Matamoros. Vuelto a Monterrey, en agosto de 1914, volvió a ocupar la presidencia municipal, por designación del gobernador Antonio I. Villarreal. Sucedió al doctor Ramiro Tamez como gobernador del Estado el 4 de octubre de 1923, y sin embargo fue obligado a renunciar ese mismo día, siendo sucedido ocupado el cargo por Anastasio Treviño Martínez. Murió en Monterrey el 2 de enero de 1954.